# 倉地学
倉地 学（くらち まなぶ、1969年11月27日 -）とは、地方競馬の名古屋競馬場所属の調教師、元騎手である。

## 来歴
1988年3月31日付けで地方競馬騎手免許を取得。レース初騎乗は同年4月17日、名古屋競馬第1競走ウメノキタカミ（6着）。同年5月5日、通算13戦目となる中京競馬第1競走でエルムに騎乗し、初勝利を挙げる。
1989年8月27日、高知競馬場で行われた第4回全日本新人王争覇戦に出場（10人中9位）。
1999年9月12日、阪神競馬第10競走の西脇特別（サラ系4歳以上500万円以下）でレディーグラスに騎乗し、中央競馬初騎乗（15頭立て11番人気14着）。
2002年、シンガポールで短期免許を取得し、同年11月2日第2競走で初騎乗（14頭立て11着）。同年12月20日まで騎乗し、26戦0勝。
2003年5月12日、名古屋競馬第10競走にて地方競馬通算500勝を達成。2005年から2007年にかけ、名古屋競馬の成績上位の騎手によって争われる「名古屋リーディングジョッキーケンタウロスカップ」を連覇した。
2007年5月25日、名古屋競馬第12競走のしゃくなげ特別（C1）をレスターパーソン（12頭立て1番人気）で優勝し、地方競馬通算800勝達成。2008年10月24日、重賞のゴールドウィング賞にて地方競馬通算900勝を達成。
2009年6月5日、第39回東海ダービーにおいて、子供のころからの夢であったというダービー優勝を果たす。
2010年3月19日、名古屋競馬第2競走の3歳9組条件戦をリスキープラン（10頭立て1番人気）で優勝し、10584戦目で地方競馬通算1000勝を達成。
2010年12月、調教師免許試験に合格したことから、12月23日に開催された名古屋競馬を最後に騎手を引退した。最後に所属した厩舎は櫻井今朝利厩舎である。22年8か月にわたる騎手生活における通算成績は、地方競馬10995戦1058勝・2着948回・3着968回・勝率9.6%・連対率18.2%、中央競馬11戦0勝であった。
2011年1月12日、調教師として名古屋競馬第7競走においてチャンスメーカーで初出走（2着）。同年1月25日名古屋競馬第2競走においてキャプテンクックで初勝利を挙げる。
2013年4月8日、笠松競馬第9競走の新緑賞（SPⅡ）においてユーセイクインサーで重賞初勝利を飾る。

## 主な騎乗馬
- ブライアンカーチス（1991年ターフチャンピオンシップ[8]）
- リンリンスキー（2000年新春ペガサスカップ）
- ブレーンワーク（2000年クリスタルカップ、2000年・2001年アラブスプリンターカップ、2001年アラブギフ大賞典）
- チアズファルコン（2003年新春ペガサスカップ）
- マルブツスキャン（2005年ケンタウロスカップ）
- レッドストーン（2005年MRO金賞、2006年スプリング争覇、オグリキャップ記念、六甲盃、オータムカップ）
- デスペハード（2006年ケンタウロスカップ）
- ウォータートリック（2007年ケンタウロスカップ）
- ゴールドマジンガー（2007年尾張名古屋杯）
- ダイナマイトボディ（2008年ゴールドウィング賞、2009年東海ダービー、東海クイーンカップ、兵庫クイーンカップ）
- クインオブクイン（2009年スプリング争覇、オグリキャップ記念）
- メモリーキャップ（2010年クイーンカップ）

出典:

## 主な管理馬
- ユーセイクインサー（2013年新緑賞、クイーンカップ）